# Tom and Jerry: A Nutcracker Tale
Tom e Jerry em O Quebra-Nozes: O Filme (no original: Tom and Jerry: A Nutcracker Tale) é um filme animado de Tom e Jerry lançado em 2007. Este filme foi o último trabalho de Joseph Barbera antes de sua morte em 18 de dezembro de 2006, o filme é dedicado à sua memória.

## Sinopse
Em um teatro vazio, depois de ter assistido o balé, Jerry deseja uma chance de se apresentar e, por mágica, seu sonho vira realidade: é transportado para o mundo encantado do quebra-nozes e dos brinquedos falantes. Depois de Tom ver o reino os gatos dominam o reino de Jerry, Tuffy e a bailarina. E então Tom lança Jerry, Paulie e a Nelly num canhão. Mas como a magia é frágil, eles abriram muitos portais mágicos mandaram os três para o Ártico. E depois de Jerry e Paulie descobriram que Nelly só fala quando alguém puxa sua corda. Nelly dá a ideia de procurar o criador de brinquedos para ajudá-los, fazendo com que eles passem por muitos locais diferentes.

## Elenco dublador
- Billy West … Tom
- Joe Alaskey … Jerry
- Nancy Cartwright … Tuffy
- Jess Harnell … Paulie
- Grey DeLisle … Nelly
- Tara Strong … A pequena bailarina
- Gary Chalk … o Rei dos gatos
- Tom Kenny … Lackey
- John Goodman … o criador de brinquedos
- Maurice LaMarche … Sr. Malevolente

## Lista de personagens
- Lista de personagens de Tom e Jerry Nutcracker Tale